# Dan Butler (baseball)
Pour les articles homonymes, voir Dan Butler (homonymie) et Butler.
Daniel John Butler (né le 17 octobre 1986 à Phoenix, Arizona, États-Unis) est un receveur des Nationals de Washington de la Ligue majeure de baseball.

## Carrière
Joueur des Wildcats de l'université d'Arizona, Dan Butler signe son premier contrat professionnel en 2009 avec les Red Sox de Boston. À sa 6e saison en ligues mineures et sa 5e au niveau AAA, Butler, 27 ans, obtient finalement sa première chance dans le baseball majeur : il joue son premier match avec les Red Sox le 10 août 2014 contre les Angels de Los Angeles.
En 7 matchs des Red Sox en 2014, il réussit 4 coups sûrs, dont 3 doubles, et récolte deux points produits. Son premier coup sûr dans les majeures est réussi aux dépens du lanceur Wei-Yin Chen des Orioles de Baltimore le 10 septembre 2014.
Le 14 janvier 2015, les Red Sox échangent Butler aux Nationals de Washington contre le lanceur gaucher des ligues mineures Danny Rosenbaum.